# Tyran tête-police
Tyrannus caudifasciatus
Espèce
Statut de conservation UICN

 LC  : Préoccupation mineure
Le Tyran tête-police (Tyrannus caudifasciatus), parfois orthographié  Tyran tête police, est une espèce de passereaux de la famille des Tyrannidae.

## Systématique et distribution
Selon la classification de référence du Congrès ornithologique international (15.1, 2025) il se répartit en six sous-espèces :
- T. c. bahamensis (Bryant, 1864) — Bahamas (Grand Bahama, Abacos, Andros et New Providence) ;
- T. c. caudifasciatus d'Orbigny, 1839 — Cuba et île de la Jeunesse ;
- T. c. caymanensis (Nicoll, 1904) — îles Caïmans ;
- T. c. jamaicensis (Chapman, 1892) — Jamaïque ;
- T. c. taylori (Sclater, 1864) — Porto Rico et Vieques ;
- T. c. gabbii (Lawrence, 1876) — Hispaniola dos marron.

L'espèce comptait auparavant une autre sous-espèce, Tyrannus caudifasciatus flavescens. Elle est considérée comme identique à Tyrannus caudifasciatus caudifasciatus depuis les travaux de John W. Fitzpatrick, publiés dans le 9e volume du Handbook of the Birds of the World, modification reprise par la suite par le Congrès ornithologique international.